# Fairburn (North Yorkshire)
Fairburn – wieś w Anglii, w hrabstwie North Yorkshire, w dystrykcie (unitary authority) North Yorkshire. Leży 28 km na południowy zachód od miasta York i 261 km na północ od Londynu.